# Tungelsta (stacja kolejowa)

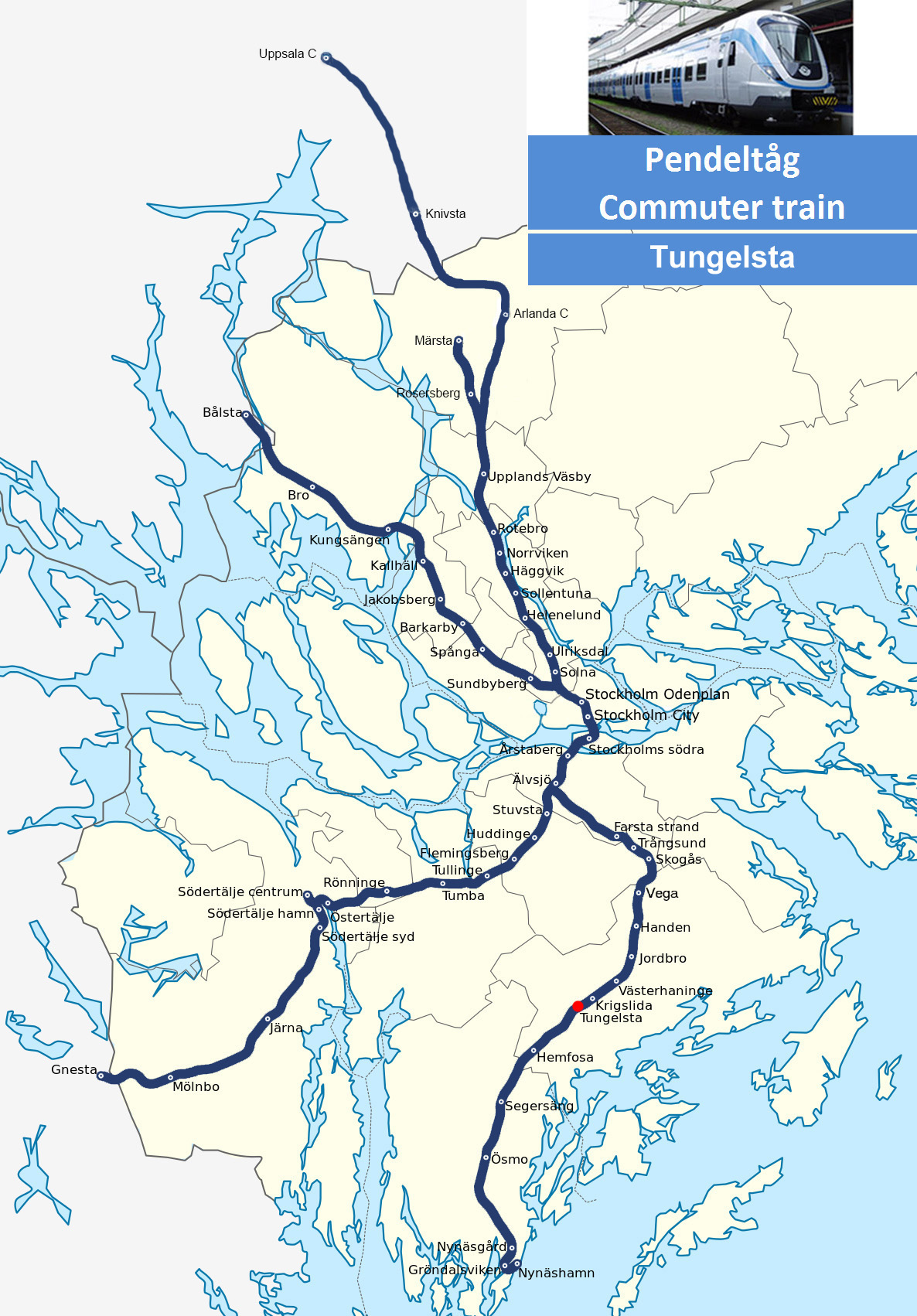
Położenie stacji na sieci Pendeltåg

Tungelsta – stacja kolejowa w Tungelsta, w Gminie Haninge, w regionie Sztokholm, w Szwecji. Znajduje się na Nynäsbanan, pomiędzy stacjami Hemfosa i Krigslida.
W godzinach szczytu kursują dwa pociągi na godzinę w każdym kierunku między Bålsta i Nynäshamn. W innych częściach dnia kursują po jednej parze pociągów na godzinę. Istnieją również połączenia autobusowe do Västerhaninge i innych miejscowości. Czas podróży środkami transportu publicznego do Sztokholmu wynosi około 40 minut, podczas gdy samochodem około 30 minut. 
Na stacji Tungelsta zatrzymują się następujące autobusy: 
- 835 Tungelsta (Lillgården) - Länna/Vega (Vardövägen)
- 893 Tungelsta (Lillgården) - Sergels torg

Na Tungelsta zatrzymuje się również autobus szkolny 848 (Västerhaninge - Tungelsta - Västerby - Sorunda - Stora Vika - Nynäshamn).

## Linie kolejowe
- Nynäsbanan